# Велавск
Велавск (бел. Вялаўск) — деревня в Мозырском районе Гомельской области Беларуси. Входит в состав Осовецкого сельсовета.

## География

### Расположение
В 10 км на юго-восток от Петрикова, 24 км от железнодорожной станции Муляровка (на линии Лунинец — Калинковичи), 200 км от Гомеля, 51 км от Мозыря.

### Гидрография
На севере — пойма и безымянная река (приток реки Припять).

## Транспортная сеть
Транспортные связи по просёлочной, затем по автодорогам, которые отходят от Петрикова. Планировка состоит из небольших кварталов, образованных 3 криволинейными улицами близкими к широтной ориентации, пересекаемые короткими улицами. Жилые дома преимущественно деревянные, усадебного типа.

## Этимология
Историю возникновения деревни старожилы не помнят, а название, по воспоминаниям местных жителей, произошло от того, «что на правом берегу р. Припять, где сейчас находится Беркава гора проживал образованный человек. К нему все обращались с разными вопросами, на которые он давал ответ. Так как на то время это было редко, его и прозвали «великий». Очевидно, основа этого слова и было положено в название деревни.

## История
Обнаруженные археологами курганный могильник (7 насыпей, в 2 км на северо-запад от деревни, в урочище Прибитуха) и 2 поселения III тысячелетия до н. э. (в 0,3—1 км на юго-восток от деревни) свидетельствует о заселении этих мест с давних времён. По письменным источникам известна с XVI века как деревня в королевстве Польском, шляхетская собственность. После 2-го раздела Речи Посполитой (1793 год) в составе Российской империи. Довольно быстро деревня расширилась по количеству дворов и жителей.
В давние времена деревню окружали большой лес, болото, луг с сенокосами и разными цветами. Посередине деревни протекала речка, приток Припяти, с большим количеством рыбы. Возле самой деревни росла дубовая роща.
В 1930 году организован колхоз. 70 жителей погибли на фронтах Великой Отечественной войны. Согласно переписи 1959 года центр совхоза «Припятский». Действуют средняя школа, клуб, детский сад, библиотека, фельдшерско-акушерский пункт, столовая, отделение связи, магазин.
В 1965 году образовался колхоз «Припятский». В 70-е годы в деревне насчитывалось 192 двора и 899 жителей. В школе училось 220 детей. Колхоз «Припятский» считался передовым. С 1965 по 1978 гг. было построено 20 новых домов. В начале 90-х годов построено здание ФАПа.
В 1998 году колхоз «Припятский» обанкротился и был расформирован. Была создана организация коллективное сельскохозяйственное унитарное предприятие «Припятское» (КСУП).
В 2005 году совхоз стал восстанавливаться. Были объединено несколько сельскохозяйственных предприятий района и создано частное сельскохозяйственное унитарное предприятие «Полесье-Агроинвест» (ЧСУП). В этом же году в деревне начинает работать торговый павильон частного предпринимателя.
В 2007 году начинается строительство дамбы около деревень Велавск и Черноцкое, чтобы предотвратить ежегодное подтопление паводковыми водами. В эксплуатацию введена в 2009 году.
В 2012 году введён в эксплуатацию новый животноводческий комплекс и молочно-товарная ферма.
В 2015 году в деревне начато строительство скита Рождества-Богородицы Юровичского мужского монастыря в честь иконы Божьей Матери «Спаручніца грэшных».     
До 1 июня 2021 года входила в состав Петриковского района. Указом Президента Республики Беларусь от 5 апреля 2021 года № 136 «Об административно-территориальном устройстве Витебской, Гомельской и Могилёвской областей» с 1 июня 2021 года деревня Велавск включена в состав Мозырского района.

## Население

### Численность
- 2023 год — 139 хозяйств, 225 жителей.

### Динамика
- 1959 год — 714 жителей (согласно переписи).
- 1970 год — 192 хозяйств, 899 жителей.
- 1995 год — 225 хозяйств, 558 жителей.
- 2004 год — 177 хозяйств, 380 жителей.
- 2005 год — 383 жителей.
- 2022 год — 271 житель.
- 2023 год — 139 хозяйств, 225 жителей.

## Инфраструктура
Детский сад-начальная школа, фельдшерско-акушерский пункт, передвижной узел почтовой связи, автомагазин, торговый павильон.

## Культура
- Дом культуры
- Библиотека